# Bandera de Dominica
La bandera de Dominica fue adoptada el 3 de noviembre de 1978. En la versión original, el loro Sisserou (Amazona imperialis) estaba virado hacia la derecha (fue cambiado en 1988), y el orden de las barras era diferente (amarillo - blanco - negro, de arriba abajo, cambiado en 1981)

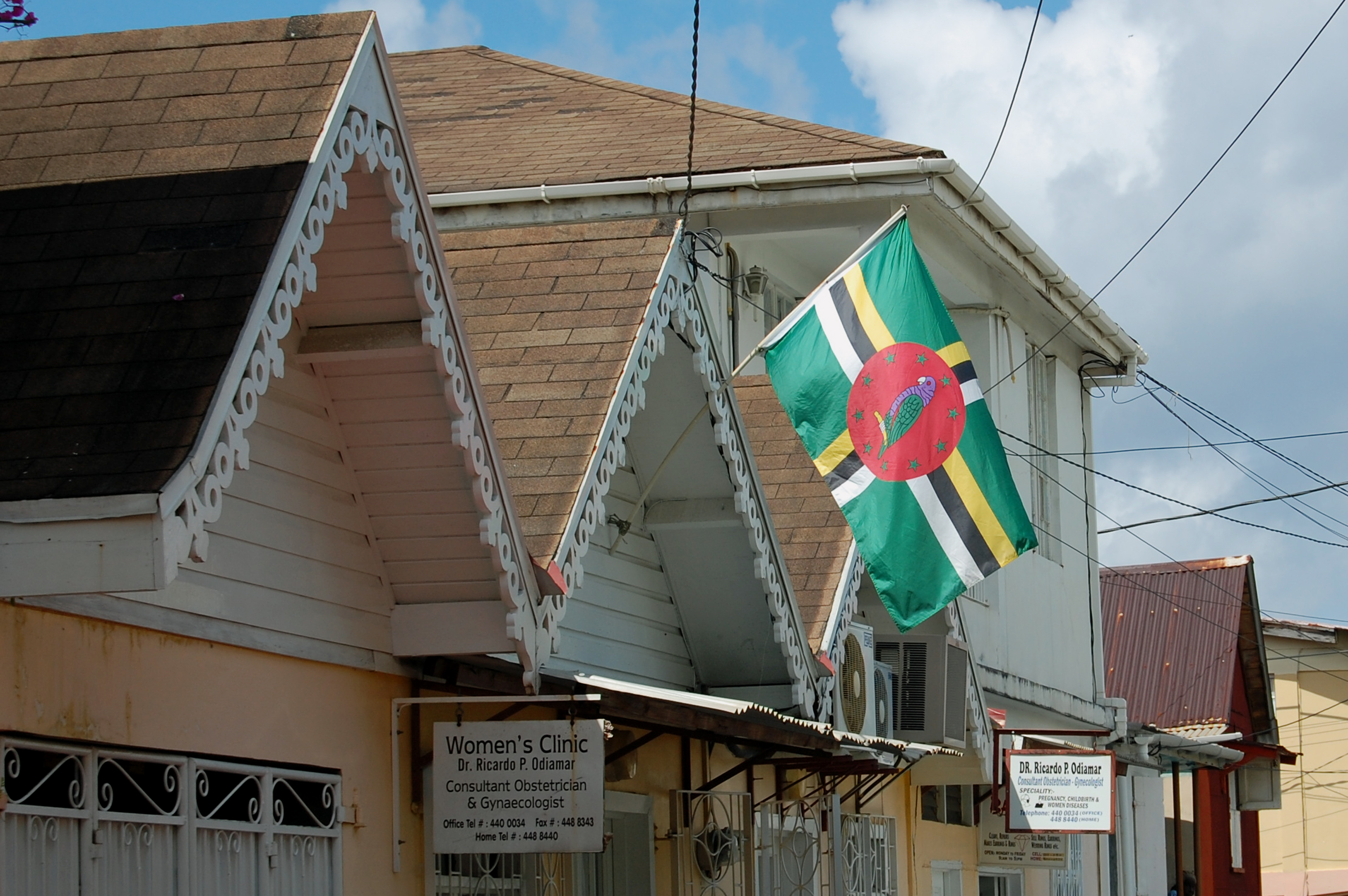
Bandera nacional en Roseau

Las diez estrellas que rodean al loro, representan a las diez parroquias que hay en la isla (San Andrés, San David, San Jorge, San Juan, San José, San Lucas, San Marcos, San Patricio, San Pablo y San Pedro). La bandera es una de las únicas tres banderas de seis colores en el mundo. Las otras son las de Sudán del Sur y Sudáfrica. La bandera es una modificación de un diseño de Alwin Bully quien ganó una competición realizada en el año 1978.

## Descripción
Tres bandas unidas en forma de una cruz de San Jorge (amarillo, sable (negro heráldico) y blanco de izquierda a derecha en la barra vertical y de arriba abajo en la horizontal) atraviesan un campo de sínople. En el centro, una circunferencia de gules con un loro sobre una rama, siniestrado de azur, sinople y oro, y que simboliza el trabajo en ultramar. Rodeando al loro, diez estrellas en sinople de bordadura en oro.

## Significado
El verde simboliza la vegetación. El amarillo, a los indígenas caribes, el sol y los principales productos de exportación de la isla. El blanco, al agua representando el brillo de los ríos de la isla y las cascadas. Y el negro, a la tierra y a la población. El disco rojo central a la justicia social.
Las diez estrellas rodean a un loro, nativo de la isla, siendo un símbolo de vuelo a grandes alturas y el cumplimiento de las aspiraciones.

## Historia
La bandera de Dominica data de 1875 a 1955 y consiste en el Pabellón Azul con la bandera del Reino Unido en el cantón y el escudo en el centro. La insignia representa un velero en el mar, en un puerto, con un sol y colinas al fondo. El lema en la base es "Animis Opibusque Parati", que significa "Listos con nuestras vidas y nuestros recursos".
En 1956, Dominica se convirtió en una organización independiente dentro de la breve Federación de las Antillas británicas, la bandera consistía en la Blue Ensign (en español: Pabellón Azul) con el escudo de un barco de tres mástiles que se acerca al puerto de Roseau.
En 1967, se asoció a la Commonwealth y el Estado comenzó a desarrollar un régimen democrático, y el escudo que se encontraba en la bandera se sustituye entonces por los emblemas propios del país.
La bandera adoptada por Dominica desde 1978 ha sido objeto de algunas modificaciones.

### Banderas históricas

Bandera de 1875 a 1955.
Bandera de 1955 a 1965.
Bandera de 1965 a 1978.
Bandera del Gobernador de Dominica (1967-1978)
Bandera de 1978 a 1981.
Bandera de 1981 a 1988.
Bandera de 1988 a 1990.

### Otras Banderas

Bandera del Presidente de Dominica